# شقيق

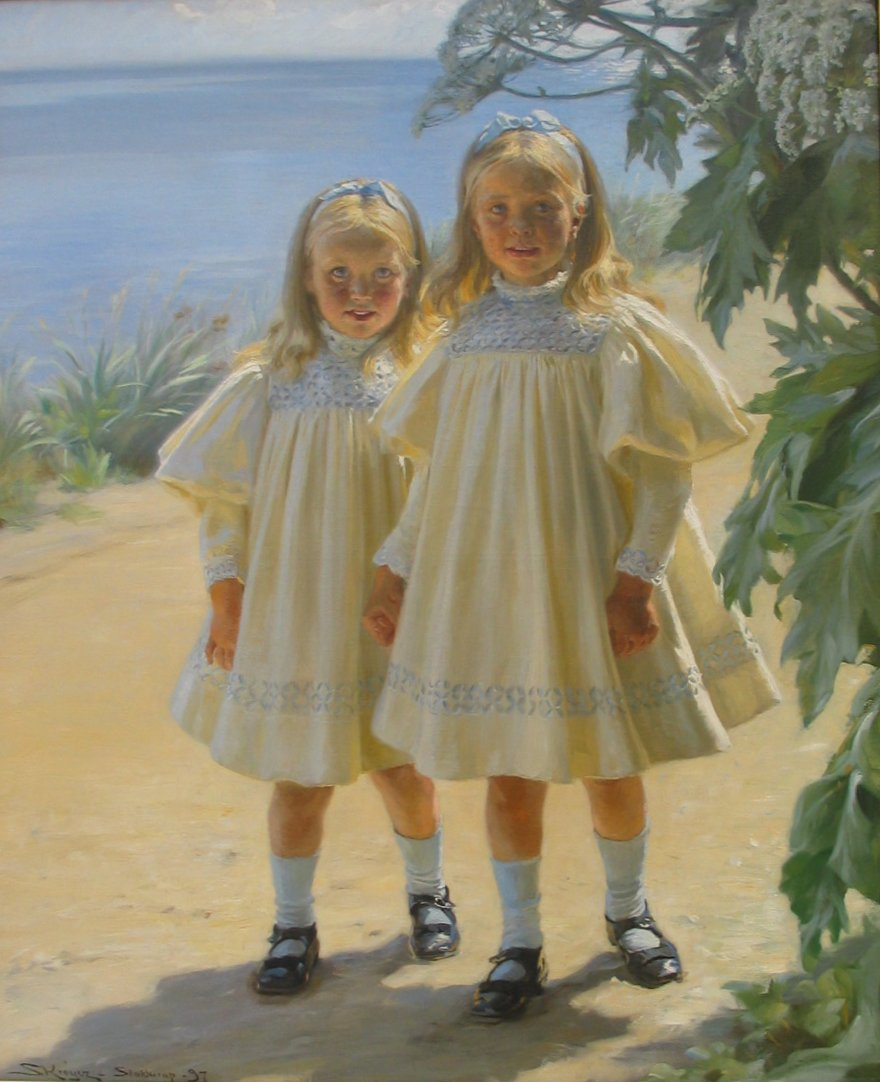
بنات بنزون من عمل بيدر سيفيرين كروير

الشَقِيق هُو الأخ من نفس الأب والأمّ، وجمعُه أشقّاء، والمؤنث شقيقة، وجمعها شقيقات وشقائق، كما تقال كلمة الشقيق وصفاُ لدولة تربطها مع دولة أخرى رابطة العرق واللغة والدين أو المجاورة، وتقال أيضاً كلمة شقيق بمعنى نظير، كقولهم «النساء شقائق الرجال».